# Пехенько Ігор Олександрович
І́гор Олекса́ндрович Пехенько (нар. 19 липня 1970, Київ, УРСР — пом. 20 лютого 2014, Київ, Україна) — учасник Євромайдану. Боєць Небесної Сотні, Герой України.

## Біографія
Закінчив музичну школу. Служив на Уралі у внутрішніх військах. Рано втратив батька. Мати Ігоря — заслужений працівник освіти, працює в дошкільному закладі.
Ігор захоплювався книгами, спортом, археологією, часто їздив з Інститутом археології НАН України в експедиції. Працював у театрі, зоопарку та цирку в Києві.
З 2000 p. мешкав у Вишгороді, разом з батьками.

## На Майдані
30 листопада стояв на Майдані, був сильно побитий, після чого тривалий час лікувався. 17 лютого Ігор знову перебував у центрі подій. Востаннє спілкувався з матір'ю 18 лютого, цього ж дня телефон вимкнув. Стріляли в Ігоря тричі, тіло Ігоря упізнали друзі в моргу на Оранжерейній. Матері про загибель сина повідомили телефоном 22 лютого.

## Вшанування пам'яті
Прощання з героєм розпочалося о 13:00 24 лютого в центрі Вишгорода (біля пам'ятника Борису і Глібу).

### Нагороди
- Звання Герой України з удостоєнням ордена «Золота Зірка» (21 листопада 2014, посмертно) — за громадянську мужність, патріотизм, героїчне відстоювання конституційних засад демократії, прав і свобод людини, самовіддане служіння Українському народу, виявлені під час Революції гідності[1]
- Медаль «За жертовність і любов до України» (УПЦ КП, червень 2015) (посмертно)[2]